# Biotopi e Ripristini ambientali di Bentivoglio, S. Pietro in Casale, Malalbergo e Baricella
Biotopi e Ripristini ambientali di Bentivoglio, S. Pietro in Casale, Malalbergo e Baricella este o arie protejată (arie specială de conservare — SAC, sit de importanță comunitară — SCI, arie de protecție specială avifaunistică — SPA) din Italia întinsă pe o suprafață de 3.206 ha, integral pe uscat.

## Localizare
Centrul sitului Biotopi e Ripristini ambientali di Bentivoglio, S. Pietro in Casale, Malalbergo e Baricella este situat la coordonatele 44°41′13″N 11°35′58″E / 44.6869°N 11.5994°E.

## Înființare
Situl Biotopi e Ripristini ambientali di Bentivoglio, S. Pietro in Casale, Malalbergo e Baricella a fost declarat arie de protecție specială avifaunistică în februarie 2004 pentru a proteja 1 specie de plante și 181 de specii de animale. Alte tipuri de protecție:
- sit de importanță comunitară (în iulie 2006)
- arie specială de conservare (în martie 2019)[2][4][5]

## Biodiversitate
Situată în ecoregiunea continentală, aria protejată conține 6 habitate naturale: Galerii de Salix alba și de Populus alba, Liziere de ierburi înalte hidrofile de câmpie și de nivel montan până la alpin, Lacuri eutrofice naturale cu vegetație de tip Magnopotamion sau Hydrocharition, Râuri cu maluri nămoloase cu vegetație de Chenopodion rubri p.p. și Bidention p.p., Ape stătătoare oligotrofe până la mezotrofe, cu vegetație de Littorelletea uniflorae și/sau de Isoëto-Nanojuncetea, Păduri mixte riverane de Quercus robur, Ulmus laevis și Ulmus minor, Fraxinus excelsior sau Fraxinus angustifolia, de-a lungul marilor râuri (Ulmenion minoris).
La baza desemnării sitului se află mai multe specii protejate:
- plante (1): Marsilea quadrifolia
- păsări (175): uliu păsărar (Accipiter nisus), lăcar mare (Acrocephalus arundinaceus), privighetoare-de-baltă (Acrocephalus melanopogon), lăcar-de-mlaștină (Acrocephalus palustris), lăcar-de-lac (Acrocephalus scirpaceus), fluierar de munte (Actitis hypoleucos), ciocârlie-de-câmp (Alauda arvensis), pescăruș albastru (Alcedo atthis), rață sulițar (Anas acuta), rață pitică (Anas crecca), rață mare (Anas platyrhynchos), gârliță mare (Anser albifrons), gâscă cenușie (Anser anser), gâscă de semănătură (Anser fabalis), fâsă de luncă (Anthus pratensis), fâsă de pădure (Anthus spinoletta), lăstunul mare (Apus apus), egretă mare (Ardea alba), stârc cenușiu (Ardea cinerea), stârc roșu (Ardea purpurea), stârc galben (Ardeola ralloides), ciuf de câmp (Asio flammeus), ciuf-de-pădure (Asio otus), cucuvea (Athene noctua), rață-cu-cap-castaniu (Aythya ferina), rața moțată (Aythya fuligula), rață roșie (Aythya nyroca), buhai de baltă (Botaurus stellaris), Bubulcus ibis, Bucephala clangula, șorecarul comun (Buteo buteo), șorecar încălțat (Buteo lagopus), fugaci de țărm (Calidris alpina), fugaci roșcat (Calidris ferruginea), fugaci mic (Calidris minuta), bătăuș (Calidris pugnax), fugaci pitic (Calidris temminckii), sticlete (Carduelis carduelis), Cettia cetti, prundăraș de sărătură (Charadrius alexandrinus),  prundaș gulerat mic (Charadrius dubius), prundaș gulerat mare (Charadrius hiaticula), chirichița cu obraz alb (Chlidonias hybrida), chirighiță-cu-aripi-albe (Chlidonias leucopterus), chirighiță neagră (Chlidonias niger), florinte (Chloris chloris), barză albă (Ciconia ciconia), barză neagră (Ciconia nigra), erete de stuf (Circus aeruginosus), erete vânăt (Circus cyaneus), erete alb (Circus macrourus), erete cenușiu (Circus pygargus), Cisticola juncidis, acvilă țipătoare (Clanga clanga), porumbel de scorbură (Columba oenas), porumbel gulerat (Columba palumbus), dumbrăveancă (Coracias garrulus), prepeliță (Coturnix coturnix), cuc (Cuculus canorus), gușă vânătă (Cyanecula svecica), pițigoi albastru (Cyanistes caeruleus), lebădă de vară (Cygnus olor), lăstun de casă (Delichon urbicum), ciocănitoare pestriță mare (Dendrocopos major), egretă mică (Egretta garzetta), presură sură (Emberiza calandra), presură de grădină (Emberiza hortulana), presură de stuf (Emberiza schoeniclus), măcăleandru (Erithacus rubecula), Falco biarmicus, șoim dunărean (Falco cherrug), șoim de iarnă (Falco columbarius), șoim călător (Falco peregrinus), șoimul rândunelelor (Falco subbuteo), vânturel roșu (Falco tinnunculus), vânturel de seară (Falco vespertinus), cinteză (Fringilla coelebs), lișiță (Fulica atra), becațină comună (Gallinago gallinago), Gallinago media, găinușă de baltă (Gallinula chloropus), gaiță (Garrulus glandarius), pescăriță râzătoare (Gelochelidon nilotica), ciovlica roșcată (Glareola pratincola), cocor (Grus grus), codalb (Haliaeetus albicilla), piciorong (Himantopus himantopus), Hippolais polyglotta, rândunică (Hirundo rustica), Hydrocoloeus minutus, pescăriță mare (Hydroprogne caspia), stârc pitic (Ixobrychus minutus), capîntortură (Jynx torquilla), sfrâncioc roșiatic (Lanius collurio), sfrâncioc mare (Lanius excubitor), sfrânciocul cu frunte neagră (Lanius minor), pescăruș sur (Larus canus), pescăruș negricios (Larus fuscus), pescăruș-cu-cap-negru (Larus melanocephalus), Larus michahellis, pescăruș râzător (Larus ridibundus), sitar de mâl (Limosa limosa), privighetoare (Luscinia megarhynchos), becațină mică (Lymnocryptes minimus), rață fluierătoare (Mareca penelope), rață pestriță (Mareca strepera), prigoare (Merops apiaster), cormoran mic (Microcarbo pygmaeus), gaia neagră (Milvus migrans), gaia roșie (Milvus milvus), codobatură galbenă (Motacilla alba), codobatură de munte (Motacilla cinerea), codobatura galbenă (Motacilla flava), muscar sur (Muscicapa striata), rață cu ciuf (Netta rufina), Numenius arquata arquata, Numenius phaeopus, stârc de noapte (Nycticorax nycticorax), pietrar sur (Oenanthe oenanthe), grangur (Oriolus oriolus), vultur pescar (Pandion haliaetus), pițigoi mare (Parus major), vrabie de câmp (Passer montanus), viespar (Pernis apivorus), cormoran mare (Phalacrocorax carbo), codroș de munte (Phoenicurus ochruros), codroșul de pădure (Phoenicurus phoenicurus), pitulice-fluierătoare (Phylloscopus trochilus), ciocănitoarea verde (Picus viridis), lopătar (Platalea leucorodia), țigănuș (Plegadis falcinellus), ploier auriu (Pluvialis apricaria), ploier argintiu (Pluvialis squatarola), corcodel mare (Podiceps cristatus), corcodel-cu-gât-negru (Podiceps nigricollis), pițigoi sur (Poecile palustris), cresteț pestriț (Porzana porzana), brumăriță de pădure (Prunella modularis), Ptyonoprogne rupestris, cristei de baltă (Rallus aquaticus), ciocântors (Recurvirostra avosetta), pițigoi-pungar (Remiz pendulinus), lăstun de mal (Riparia riparia), mărăcinar (Saxicola rubetra), mărăcinar negru (Saxicola torquatus), sitar de pădure (Scolopax rusticola), cănăraș (Serinus serinus), Spatula clypeata, rață cârâitoare (Spatula querquedula), chiră de baltă (Sterna hirundo), chiră mică (Sternula albifrons), turturică (Streptopelia turtur), graur (Sturnus vulgaris), silvie cu cap negru (Sylvia atricapilla), silvie de zăvoi (Sylvia borin), silvie de câmp (Sylvia communis), corcodel mic (Tachybaptus ruficollis), călifar alb (Tadorna tadorna), chiră de mare (Thalasseus sandvicensis), fluierar negru (Tringa erythropus), fluierar de mlaștină (Tringa glareola), fluierar cu picioare verzi (Tringa nebularia), fluierarul de zăvoi (Tringa ochropus), fluierar de lac (Tringa stagnatilis), fluierarul cu picioare roșii (Tringa totanus), pănțărușul (Troglodytes troglodytes), sturzul viilor (Turdus iliacus), mierlă (Turdus merula), sturz-cântător (Turdus philomelos), sturz (Turdus pilaris), sturzul de vâsc (Turdus viscivorus), strigă (Tyto alba), pupăză (Upupa epops), nagâț (Vanellus vanellus), Zapornia parva
- amfibieni (2): Rana latastei, Triturus carnifex
- mamifere (1): liliacul mare cu potcoavă (Rhinolophus ferrumequinum)
- nevertebrate (1): fluturele purpuriu (Lycaena dispar)
- pești (1): Cobitis bilineata
- reptile (1): țestoasa de baltă (Emys orbicularis)

Pe lângă speciile protejate, pe teritoriul sitului au mai fost identificate 10 specii de plante, 5 specii de amfibieni, 7 specii de mamifere, 3 specii de nevertebrate, 3 specii de pești, 5 specii de reptile.